# Mário José dos Reis Emiliano
Mário José dos Reis Emiliano, mais conhecido como Marinho, (Belo Horizonte, 23 de maio de 1957 — Belo Horizonte, 15 de junho de 2020), foi um treinador e futebolista brasileiro que atuava como ponta-direita. 
Era um jogador veloz, com facilidade para o drible, eficiente nas finalizações e de uma impulsão e talento acima da média. Foi eleito o melhor jogador do Campeonato Brasileiro de 1985 pela Revista Placar, que lhe concedeu a Bola de Ouro.

## Biografia

### Jogador
Nascido na capital mineira, de origem muito pobre, criado nos campos de terra batida do Bairro Betânia, o ponta direita foi revelado pelo Atlético Mineiro em meados da década de 70 pelo técnico Barbatana. Lançado pelo Galo, em 1976, Marinho já se destacava, dois anos antes, nas categorias de base da Seleção Brasileira. No mesmo ano foi convocado para disputar as Olimpíadas de Montreal, no Canadá.
Chegou ao Bangu, em 1983, numa troca por Dreyfuss, Vilmar e mais quarenta mil cruzeiros com o América-SP. Permaneceu no clube até 1987. No ano seguinte, foi atuar no Botafogo. Voltou ao time da Zona Oeste em 1989, 1990, 1993, 1994 e 1997, mas sem ostentar o mesmo brilho dos anos 80.
No time de Moça Bonita, Marinho era um dos principais destaques daquele elenco que conquistou o vice-campeonato brasileiro de 1985, perdendo a final para o Coritiba. No mesmo ano se sagrou vice-campeão carioca na decisão seu time foi derrotado por 2 a 1 pelo Fluminense. Era o jogador favorito do bicheiro Castor de Andrade, mandachuva do clube de Moça Bonita.
Foi o último jogador do Bangu a ser convocado para a Seleção Brasileira, em 1986, num amistoso contra a Finlândia, quando marcou um gol. Fez 82 gols pelo clube e participou de 235 partidas.
Em 1988, o ponta foi negociado junto com Paulinho Criciúma e Mauro Galvão para o Botafogo, mas a sua carreira já entrava em declínio por conta de inúmeros problemas pessoais, entre os quais, uma tragédia familiar. O jogador viveu derradeiro episódio a 12 de fevereiro de 1988, quando seu filho Marlon, de um ano e sete meses, morreu afogado na piscina de sua mansão, enquanto ele concedia uma entrevista a uma emissora de televisão a poucos metros dali. Quando tinha 12 anos de idade já acontecera outro episódio fatídico. Perdeu a irmã Irene, atropelada, quando o levava a um treinamento nas divisões de base do Atlético Mineiro.
Ainda jogou pelo América-SP, e novamente no Atlético Mineiro. Foi duas vezes campeão mineiro pelo Galo e foram 118 jogos e 21 gols, entre 1974 e 1978 e em 1982.

#### Seleção Brasileira
Disputou pela Seleção Brasileira Olímpica as Olimpíadas de 1976.
Jogou quinze jogos pela Seleção Olímpica, dois pela principal e fez parte do grupo pré-relacionado para a Copa do Mundo de 1986. Foi cortado na relação final dos 22 jogadores inscritos.

### Treinador
Após encerrar a carreira de jogador, passou a se dedicar a de treinador. Treinou a equipe juvenil do Céres, trabalhou como auxiliar-técnico do Bangu, durante a participação do clube na Copa Rio 2009, passando no mesmo ano a treinar o Juventus Futebol Clube, na Terceira Divisão do Estado do Rio de Janeiro, pelo qual ganhou a Liga dos Campeões do Globo Esporte, disputada por times pequenos cujos nomes são de clubes europeus. depois coordenou o Projeto Social "Reconhecer e Oportunizar" da ONG CIG 7 de Abril, em Paciência, que visa resgatar a dignidade de ex-jogadores e oportunizá-los no mercado de trabalho.
Em maio de 2012, retornou ao comando técnico do Juventus Futebol Clube. 
Em 2013, retornou como auxiliar-técnico do Bangu.

## Morte
Morreu em 15 de junho de 2020 em Belo Horizonte, aos 63 anos, devido a uma infecção no pâncreas.

## Prêmios
Ganhador da Bola de Prata, como melhor ponta-direita, e da Bola de Ouro da “Revista Placar”, em 1985, como melhor jogador do Campeonato Brasileiro.

## Títulos

### Jogador
Atlético Mineiro
- Campeonato Mineiro: 1976 e 1978
- Taça Minas Gerais: 1975 e 1976
- Campeão dos Campeões: 1978

Botafogo
- Campeonato Carioca: 1989
- Troféu Cidade de Palma de Mallorca: 1988

Bangu
- Taça Rio: 1987

### Outras Campanhas destacadas
Atlético Mineiro
- Vice-campeão Brasileiro: 1977

Bangu
- Vice-campeão Brasileiro: 1985

## Treinador
Juventus-RJ
- Liga dos Campeões do Globo Esporte: 2011